# Unione Sportiva Ravenna 1994-1995
Questa pagina raccoglie le informazioni riguardanti l'Unione Sportiva Ravenna nelle competizioni ufficiali della stagione 1994-1995.

## Stagione
Nella stagione 1994-95 il Ravenna disputa il girone A del campionato di Serie C1, con 57 punti in classifica ha partecipato ai playoff ed è stata eliminata in semifinale dalla Pistoiese. Il torneo è stato vinto con 81 punti dal Bologna che ha ottenuto la promozione diretta in Serie B, la seconda promossa è stata la Pistoiese che ha vinto i Playoff. Il Ravenna inizia il torneo allenato da  Alberto Cavasin ma non è l'inizio che ci si aspettava, da una squadra costruita per disputare la serie cadetta, anche per la delusione del mancato ripescaggio in Serie B, dopo la retrocessione scorsa. Si parte con la testa da un'altra parte e anche col fiato corto, ai primi di dicembre dopo la sconfitta interna (0-1) con lo Spezia, il presidente Daniele Corvetta decide di puntare su Adriano Buffoni. Il nuovo tecnico chiude con 25 punti il girone di andata. poi nel girone di ritorno raccoglie 33 punti, secondo solo al Bologna che domina il campionato. La classifica finale lo pone in quarta posizione. Il Ravenna disputa e perde la semifinale playoff contro la Pistoiese di Roberto Clagluna. Nella Coppa Italia esce nel primo turno eliminata dal Palermo. Nella Coppa Italia di Serie C entra in scena nei sedicesimi, avendo giocato quella nazionale, ma perde il doppio confronto con il Forlì nei tempi supplementari della gara di ritorno.

## Rosa
| N. |                   | Ruolo | Calciatore          |
| -- | ----------------- | ----- | ------------------- |
|    | Italia (bandiera) | C     | Paolo Agostini      |
|    | Italia (bandiera) | C     | Roberto Antonioli   |
|    | Italia (bandiera) | C     | Antonio Buscè       |
|    | Italia (bandiera) | D     | Ivano Cardarelli    |
|    | Italia (bandiera) | D     | Marino D'Aloisio    |
|    | Italia (bandiera) | P     | Domenico Doardo     |
|    | Italia (bandiera) | C     | Fabrizio Fabris     |
|    | Italia (bandiera) | C     | Massimo Gadda       |
|    | Italia (bandiera) | C     | Rodolfo Giorgetti   |
|    | Italia (bandiera) | A     | Vittorio Insanguine |

| N. |                   | Ruolo | Calciatore            |
| -- | ----------------- | ----- | --------------------- |
|    | Italia (bandiera) | D     | Marcello Marrocco     |
|    | Italia (bandiera) | D     | Marco Mengucci        |
|    | Italia (bandiera) | D     | Fabio Moro            |
|    | Italia (bandiera) | D     | Luca Pellegrini       |
|    | Italia (bandiera) | C     | Riccardo Rovinelli    |
|    | Italia (bandiera) | C     | Mariano Sotgia        |
|    | Italia (bandiera) | A     | Maurizio Tacchi (III) |
|    | Italia (bandiera) | D     | Max Tonetto           |
|    | Italia (bandiera) | D     | William Viali         |
|    | Italia (bandiera) | C     | Lamberto Zauli        |

## Risultati

### Campionato

#### Girone di andata
| Prato 28 agosto 1994 1ª giornata | Prato | 2 – 0 | Ravenna | Stadio Lungobisenzio |

| Arbitro: | Strazzera (Trapani) |

|          |           |             |
| Moro 60’ | Marcatori | 31’ Benfari |

| Arbitro: | Gambino (Barletta) |

|            |           |  |
| Fabris 35’ | Marcatori |  |

| Arbitro: | Cardella (Torre del Greco) |

|  |           |           |
|  | Marcatori | 47’ Zauli |

| Arbitro: | Freddi (Sassari) |

|               |           |             |
| M. Tacchi 13’ | Marcatori | 42’ Giorgio |

| Massa 2 ottobre 1994 6ª giornata | Massese            | 0 – 0 | Ravenna | Stadio degli Oliveti\| Arbitro: \| Dagnello (Trieste) \| |
| Arbitro:                         | Dagnello (Trieste) |       |         |                                                          |

| Arbitro: | Urbano (Carbonia) |

|                                         |           |  |
| Sotgia 32’ Giorgetti 68’ Insanguine 80’ | Marcatori |  |

| Arbitro: | Pin (Conegliano) |

|                                |           |            |
| Pregnolato 15’ Zanini 44’, 67’ | Marcatori | 71’ Sotgia |

| Arbitro: | Genovese (Avellino) |

|                        |           |  |
| Zauli 8’ M. Tacchi 91’ | Marcatori |  |

| Arbitro: | Pascariello (Lecce) |

|  |           |              |
|  | Marcatori | 87’ Mengucci |

| Arbitro: | Ruggiero (Nocera Inferiore) |

|                    |           |  |
| Cecconi 88’ (rig.) | Marcatori |  |

| Arbitro: | Serena (Bassano del Grappa) |

|                 |           |                 |
| M. Tacchi 45+1’ | Marcatori | 89’ Maffioletti |

| Arbitro: | Longo (Paola) |

|            |           |               |
| Zamuner 9’ | Marcatori | 41’ M. Tacchi |

| Arbitro: | Sputore (Vasto) |

|  |           |                |
|  | Marcatori | 4’ Dalla Costa |

| Arbitro: | Manganelli (Milano) |

|                           |           |                          |
| Terzaroli 76’ Damiani 90’ | Marcatori | 52’ Giorgetti 74’ Fabris |

| Arbitro: | Ercolino (Cassino) |

|                          |           |  |
| Viali 33’ Insanguine 55’ | Marcatori |  |

| Arbitro: | Alban (Bassano del Grappa) |

|           |           |               |
| Lugnan 4’ | Marcatori | 92’ M. Tacchi |

#### Girone di ritorno
| Arbitro: | Dagnello (Trieste) |

|               |           |  |
| M. Tacchi 92’ | Marcatori |  |

| Arbitro: | Cardella (Torre del Greco) |

|  |           |                      |
|  | Marcatori | 61’ (rig.) D'Aloisio |

| Arbitro: | Gregoroni (Napoli) |

|  |           |              |
|  | Marcatori | 45’ Mengucci |

| Arbitro: | Guiducci (Arezzo) |

|            |           |  |
| Fabris 35’ | Marcatori |  |

| Arbitro: | D'Errico (Frattamaggiore) |

|             |           |             |
| Guidoni 42’ | Marcatori | 34’ Tonetto |

| Arbitro: | Alvino (Salerno) |

|                                     |           |  |
| Tonetto 54’ Giorgetti 68’ Zauli 76’ | Marcatori |  |

| Arbitro: | Gambino (Barletta) |

|             |           |                      |
| Pistone 12’ | Marcatori | 70’ (rig.) D'Aloisio |

| Arbitro: | Manganelli (Milano) |

|                         |           |  |
| Giorgetti 16’ Gadda 36’ | Marcatori |  |

| Arbitro: | Acronzio (Teramo) |

|             |           |                                  |
| Geroini 80’ | Marcatori | 25’, 59’ Fabris 40’ (rig.) Gadda |

| Arbitro: | Alban (Bassano del Grappa) |

|                                        |           |  |
| Sotgia 15’ Gadda 70’ Romele 75’ (aut.) | Marcatori |  |

| Ravenna 9 aprile 1995 28ª giornata | Ravenna           | 0 – 0 | Bologna | Stadio Bruno Benelli\| Arbitro: \| Ferrarini (Parma) \| |
| Arbitro:                           | Ferrarini (Parma) |       |         |                                                         |

| Leffe 23 aprile 1995 29ª giornata | Leffe            | 0 – 0 | Ravenna | Stadio Carlo Martinelli\| Arbitro: \| Cito (Nichelino) \| |
| Arbitro:                          | Cito (Nichelino) |       |         |                                                           |

| Arbitro: | L. Branzoni (Pavia) |

|  |           |                              |
|  | Marcatori | 20’ G. Bizzarri 72’ Biliotti |

| Arbitro: | Longo (Paola) |

|                                     |           |                            |
| Affuso 30’ Castelli 42’ Vecchio 75’ | Marcatori | 27’ M. Tacchi 66’ Marrocco |

| Arbitro: | Preschern (Mestre) |

|                |           |  |
| Insanguine 14’ | Marcatori |  |

| Arbitro: | Dagnello (Trieste) |

|               |           |            |
| Cavaletti 87’ | Marcatori | 36’ Sotgia |

| Ravenna 28 maggio 1995 34ª giornata | Ravenna             | 0 – 0 | Pro Sesto | Stadio Bruno Benelli\| Arbitro: \| Genovese (Avellino) \| |
| Arbitro:                            | Genovese (Avellino) |       |           |                                                           |

### Playoff promozione
| Ravenna 11 giugno 1995 Andata | Ravenna             | 0 – 0 | Pistoiese | Stadio Bruno Benelli\| Arbitro: \| Strazzera (Trapani) \| |
| Arbitro:                      | Strazzera (Trapani) |       |           |                                                           |

| Arbitro: | Ercolino (Cassino) |

|           |           |  |
| Nardi 28’ | Marcatori |  |

## Coppa Italia
| Arbitro: | De Santis (Tivoli) |

|            |           |                       |
| Fabris 60’ | Marcatori | 70’ Cicconi 86’ Biffi |

### Coppa Italia di Serie C
| Arbitro: | L. Branzoni (Pavia) |

|  |           |            |
|  | Marcatori | 8’ Galassi |

| Arbitro: | Preschern (Mestre) |

|                        |           |            |
| Elia 96’ Belletti 120’ | Marcatori | 84’ Fabris |